# Raoul Le Mat
Raoul Le Mat (3. září 1875 – 15. únor 1947) byl americký filmový režisér a hokejový trenér ve Švédsku. Byl tím, kdo přivedl hokej do Švédska.
Byl trenérem švédské hokejové reprezentace na letních olympijských hrách v roce 1920. Jeho asistenty byli Ernest Viberg a Thomas Cahill.
Jedna trofej ve švédské Elitserien je pojmenována po něm jménem Le Matův pohár (pro vítěze Elitserien).